# Bruno Viana
Bruno Viana Willemen Da Silva (Macaé, 5 februari 1995) is een Braziliaans voetballer die doorgaans speelt als centrale verdediger. In februari 2023 verruilde hij Braga voor Coritiba.

## Clubcarrière
Viana speelde in de jeugd van Cruzeiro. Op 22 mei 2016 maakte hij zijn competitiedebuut voor die club, toen in eigen huis met 2–2 gelijkgespeeld werd tegen Figueirense. De centrumverdediger mocht van coach Paulo Bento in de basis starten en hij speelde het gehele duel mee. In de zomer van datzelfde jaar werd Bento de nieuwe hoofdcoach bij Olympiakos en ook Viana maakte de overstap naar de Griekse club. Met de overgang was circa twee miljoen euro gemoeid en de Braziliaan zette zijn handtekening onder een verbintenis voor de duur van vier seizoenen. Zijn eerste wedstrijd in de Super League speelde hij op 18 september 2016, toen hij op bezoek bij Iraklis Saloniki (1–2) het gehele duel meedeed. Zijn eerste professionele doelpunt volgde op 5 februari 2017. In eigen huis, opnieuw tegen Iraklis, opende hij na twee minuten de score. Door treffers van Tarik Elyounoussi en Kostas Fortounis werd het uiteindelijk 3–0. Aan het einde van het seizoen kroonde Olympiakos zich tot landskampioen.
Viana werd in de zomer van 2017 voor de duur van één seizoen gehuurd door Braga. Na afloop van dat seizoen nam de Portugese club de verdediger definitief over, voor een bedrag van drie miljoen euro. In februari 2021 nam Flamengo Viana op huurbasis over voor de rest van het kalenderjaar. De Braziliaanse club kreeg tevens een optie tot koop. Deze werd niet gelicht en na zijn terugkeer in Portugal huurde FK Chimki de verdediger. Na de Russische invasie van Oekraïne werd het huurcontract ontbonden en vertrok hij tot het einde van het kalenderjaar naar Wuhan Yangtze. In februari 2023 keerde hij bij Coritiba terug in Brazilië. Medio 2023 huurde Al-Hazm hem. Na afloop van deze periode huurde Gaziantep de verdediger.

## Clubstatistieken
| Seizoen | Club            | Competitie    | Competitie | Competitie | Beker | Beker | Internationaal | Internationaal | Totaal | Totaal |
| Seizoen | Club            | Competitie    | Wed.       | Dlp.       | Wed.  | Dlp.  | Wed.           | Dlp.           | Wed.   | Dlp.   |
| ------- | --------------- | ------------- | ---------- | ---------- | ----- | ----- | -------------- | -------------- | ------ | ------ |
| 2016    | Cruzeiro        | Série A       | 13         | 0          | 4     | 0     | —              | —              | 17     | 0      |
| 2016/17 | Olympiakos      | Super League  | 17         | 1          | 3     | 0     | 3              | 0              | 23     | 1      |
| 2017/18 | → Braga         | Primeira Liga | 26         | 4          | 3     | 1     | 5              | 0              | 34     | 5      |
| 2018/19 | Braga           | Primeira Liga | 32         | 0          | 9     | 0     | 2              | 0              | 43     | 0      |
| 2019/20 | Braga           | Primeira Liga | 29         | 0          | 7     | 0     | 12             | 1              | 48     | 1      |
| 2020/21 | Braga           | Primeira Liga | 13         | 2          | 3     | 0     | 6              | 0              | 22     | 2      |
| 2021    | → Flamengo      | Série A       | 27         | 0          | 3     | 1     | 8              | 0              | 38     | 1      |
| 2021/22 | → FK Chimki     | Premjer-Liga  | 2          | 0          | 0     | 0     | —              | —              | 2      | 0      |
| 2022    | → Wuhan Yangtze | Super League  | 22         | 4          | 0     | 0     | —              | —              | 22     | 4      |
| 2023    | Coritiba        | Série A       | 15         | 0          | 4     | 0     | —              | —              | 19     | 0      |
| 2023/24 | → Al-Hazm       | Pro League    | 28         | 2          | 2     | 0     | —              | —              | 30     | 2      |
| 2024/25 | → Gaziantep     | Süper Lig     | 28         | 0          | 2     | 0     | —              | —              | 30     | 0      |
| Totaal  | Totaal          | Totaal        | 252        | 13         | 40    | 2     | 36             | 1              | 328    | 16     |

Bijgewerkt op 11 juni 2025.

## Erelijst
| Competitie   |            |            |            |            |
| Competitie   | Aantal     | Jaren      |            |            |
| Olympiakos   | Olympiakos | Olympiakos | Olympiakos | Olympiakos |
| ------------ | ---------- | ---------- | ---------- | ---------- |
| Super League | 1          | 2016/17    |            |            |
| SC Braga     |            |            |            |            |
| Taça da Liga | 1          | 2019/20    |            |            |